# Argalista nana
Argalista nana är en snäckart som beskrevs av Harold John Finlay 1930. Argalista nana ingår i släktet Argalista och familjen turbinsnäckor. Inga underarter finns listade i Catalogue of Life.